# Кащей Бессмертный
«Кащей Бессмертный» – дев'ятий альбом гурту «Сектор Газа». Один із найпопулярніших гурту, його часто називають «панк-оперою». Альбом складається з каверів пісень різних гуртів, але з оригінальними текстами. Лише «Вторая ария Ивана» є оригінальною піснею гурту. В проміжках між піснями «оповідач (казкар)» розказує історію про похід Івана до Кощія Безсмертного задля визволення Василіси Прекрасної. Альбом був випущений в червні 1994 року. В кінці 2000 року повинна була вийти відеоверсія даного альбому, але цьому завадила смерть Юрія Клинських. У цьому альбомі гурту більше обсценної лексики, ніж в якому-небудь іншому.

## Список композицій
1. "Интродукция" – 3:32 (Red Hot Chili Peppers – Fight Like a Brave)
2. "Ария Ивана" – 7:32 (Red Hot Chili Peppers – Give It Away)
3. "Ария Ивана и Лягушки" – 7:44 (Midi, Maxi & Efti – Go Girlie Go)
4. "Вторая ария Ивана" – 4:22 (Сектор Газа – Вторая ария Ивана)
5. "Ария Бабы-Ягы" – 5:39 (Ace of Base – All That She Wants)
6. "Ария графа Дракулы" – 3:57 (Anthrax – I Am the Law)
7. "Ария Василисы Прекрасной" – 3:00 (Queen – Bohemian Rhapsody)
8. "Третья ария Ивана" – 3:40 (AC/DC – You Shook Me All Night Long)
9. "Ария Кащея Бессмертного" – 2:59 (Пісняри – Дрозды)
10. "Четвёртая ария Ивана" – 2:31 (Nirvana – Silver)

## Діючі персонажі
- Оповідач (казкар), Іван Царевич, граф Дракула, Кощій Безсмертний – Ю. Клинських
- Цар – О. Ушаков
- Жаба, Баба Яга, Василіса Прекрасна – І. "Бухаріна" Пухоніна

## Музиканти
- Юрій Клинських – вокал, гітара, клавішні
- Ігор Жирнов – лідер-гітара
- Олексій Ушаков – клавішні

## Інформація
- Дата выпуска: Червень 1994 року
- Студії: «Black Box»
«Mad Vox»
«Gala Records»
- Музика, слова, аранжування: Юрій Клинських
- Запис та зведення: Андрій Дєльцов